# Rally Bohemia 2010

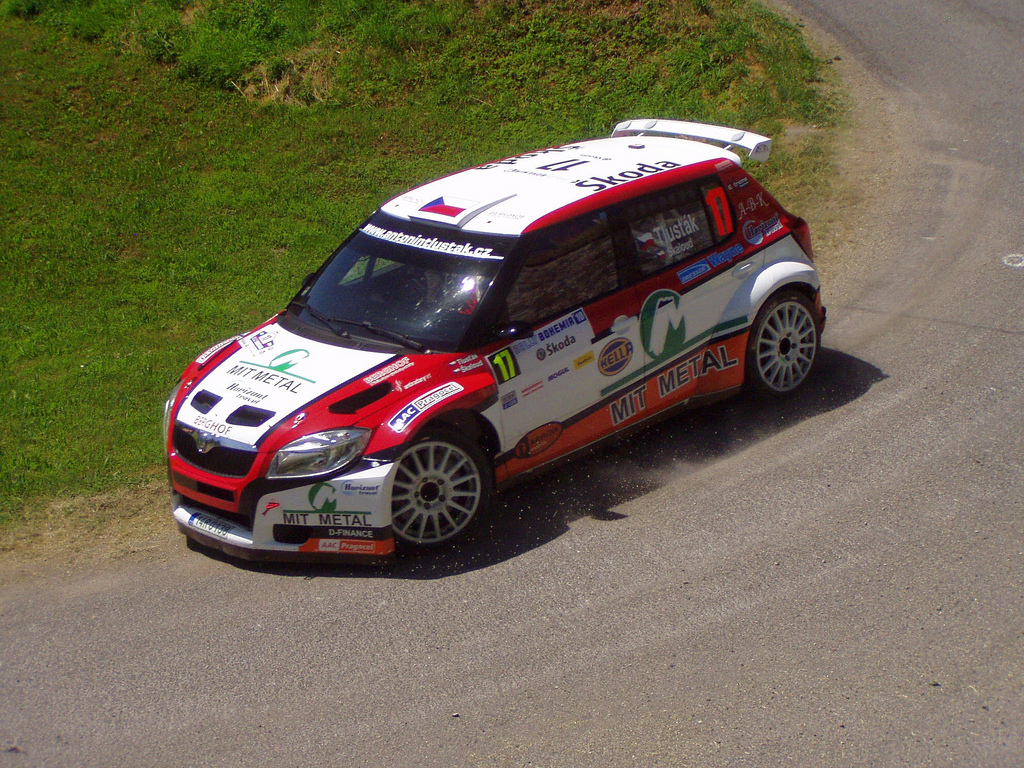
Škoda Fabia S2000 posádky Tlusťák/Škaloud na RZ Sychrov

Rally Bohemia 2010 (XXXVII. Rally Bohemia) byla 37. ročníkem automobilové soutěže Rally Bohemia. Soutěž byla součástí Mezinárodního mistrovství České republiky v rallye, ale také Mistrovství Polska. Oproti ročníku 2009, konaném na podzim a výrazně poznamenaném nepřízní počasí, se Bohemia vrátila do typičtějšího letního termínu (2. – 4. července).
Trať byla rozdělena do šestnácti rychlostních zkoušek o celkové délce 228 km.
Součástí programu byla i Rally Bohemia Historic Show, demonstrační jízda originálních historických soutěžních vozidel nebo jejich replik.
Vítězství z minulého ročníku obhájil Juho Hänninen na Škodě Fabii S2000.

## Průběh soutěže
Fin Juho Hänninen se od počátku držel v čele, na jeho pozici útočil francouzský pilot Bryan Bouffier, dobře rozjetý závod měl i Pavel Valoušek, ten ale havaroval v předposlední nedělní erzetě. O třetí místo se tak utkal Roman Kresta a Martin Prokop. Krestu trápily problémy s tlumiči, takže vítězně nakonec z tohoto souboje vyšel Prokop. Pátý dojel Václav Pech.

## Výsledky

### Výsledky Rally Bohemia

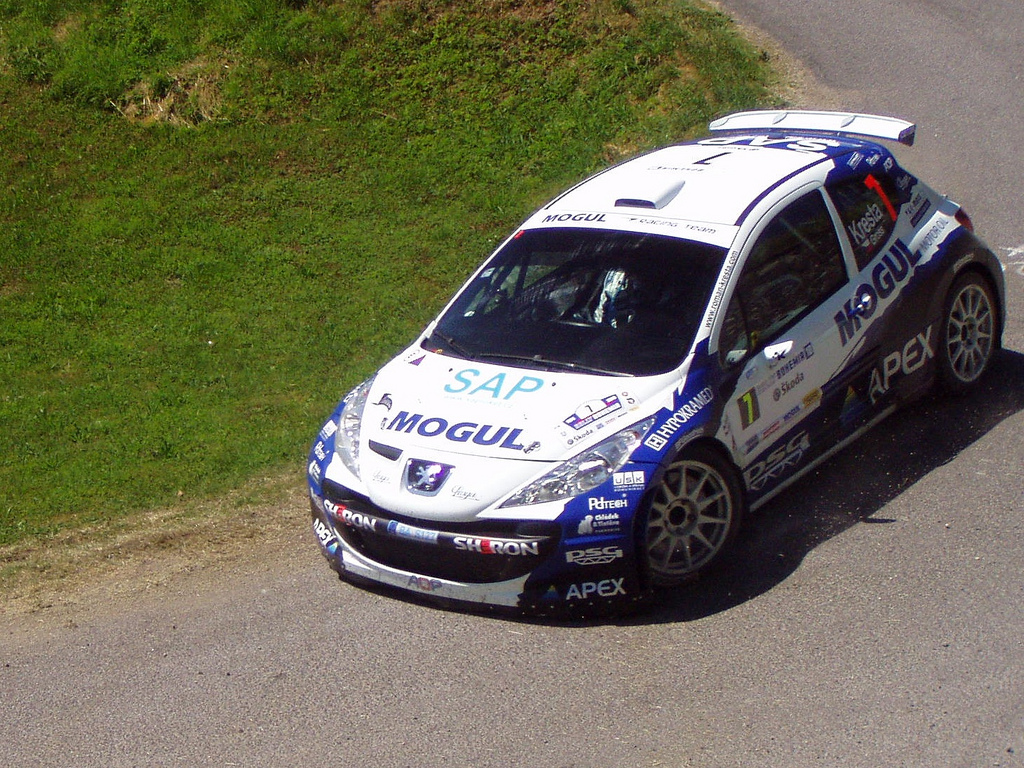
Roman Kresta

| Umístění | St. č. | Posádka                             | Vůz                      | Skupina | Celkový čas | Ztráta na vedoucího |
| -------- | ------ | ----------------------------------- | ------------------------ | ------- | ----------- | ------------------- |
| 1.       | 2      | Juho Hänninen Mikko Markkula        | Škoda Fabia S2000        | N/4     | 2.01:35,4   | 0.00:00,0           |
| 2.       | 12     | Bryan Bouffier Xavier Panseri       | Peugeot 207 S2000        | N/4     | 2.01:55,6   | 0.00:20,2           |
| 3.       | 1      | Martin Prokop Jan Tománek           | Ford Fiesta S2000        | N/4.    | 2.03:35,7   | 0.02:00,3           |
| 4.       | 7      | Roman Kresta Petr Gross             | Peugeot 207 S2000        | N/4     | 2.03:51,9   | 0.02:16,5           |
| 5.       | 3      | Václav Pech Petr Uhel               | Mitsubishi Lancer Evo IX | N/4     | 2.05:38,6   | 0.04:03,2           |
| 6.       | 4      | Michal Sołowow Maciej Baran         | Ford Fiesta S2000        | N/4     | 2.05:58,9   | 0.04:23,5           |
| 7.       | 8      | Kajetan Kajetanowicz Jarosław Baran | Subaru Impreza STI       | N/4     | 2.06:32,3   | 0.04:56,9           |
| 8.       | 9      | Jaromír Tarabus Daniel Trunkát      | Škoda Fabia S2000        | N/4     | 2.06:36,4   | 0.05:01,0           |

### Průběžné pořadí mistrovství České republiky
| Pořadí | Jezdec   | Vůz                      | Bodový zisk |
| ------ | -------- | ------------------------ | ----------- |
| 1.     | Valoušek | Škoda Fabia S2000        | 166         |
| 2.     | Pech     | Mitsubishi Lancer Evo IX | 160         |
| 3.     | Kresta   | Peugeot 207 S2000        | 144         |